# Sproge distrikt
Sproge distrikt är ett distrikt i Gotlands kommun och Gotlands län. 
Distriktet ligger på sydvästra delen av Gotland.

## Tidigare administrativ tillhörighet
Distriktet inrättades 2016 och utgörs av socknen Sproge.
Området motsvarar den omfattning Sproge församling hade vid årsskiftet 1999/2000.